# Marko Macan
Marko Macan (ur. 26 kwietnia 1993) – chorwacki piłkarz wodny. Srebrny medalista olimpijski z Rio de Janeiro.
Zawody w 2016 były jego pierwszymi igrzyskami olimpijskimi. W 2017 Chorwaci z nim w składzie zdobyli tytuł mistrzów świata, w 2019 zajęli trzecie miejsce. Na mistrzostwach Europy w 2018 sięgnął po brąz. 